# Rafflesia kerrii
Rafflesia kerrii är en tvåhjärtbladig växtart som beskrevs av W. Meijer. Rafflesia kerrii ingår i släktet Rafflesia, och familjen Rafflesiaceae. Inga underarter finns listade i Catalogue of Life.